# Возрождение (партия, Украина)
«Возрождение» (укр. Відродження) — украинская политическая партия, возникшая в 2004 году.

## История
Партия «Возрождение» была зарегистрирована в 2004 году, её основателем был экс-министр транспорта Украины Георгий Кирпа. В 2005 году его место занял Василий Гладких, с 2005 по 2006 год руководивший «Украинской железной дорогой». При нём партия участвовала на местных выборах 2010 года.
В мае 2011 года «Возрождение» возглавил Виктор Остапчук. В марте 2015 года существовавшая в Верховной Раде VIII созыва депутатская группа «Экономическое развитие» переименовалась в «Возрождение». Её костяк составили прошедшие в мажоритарных округах депутаты (около половины от прежнего числа), которые в Верховной Раде VII созыва входили во фракцию Партии регионов и "Экономическое возрождение".
В июне 2015 года партия «Возрождение» и одноимённая парламентская группа объединились, обновлённую структуру возглавил народный депутат Виктор Бондарь. На съезде было объявлено о грядущем участии в местных выборах в октябре этого года. В президиум политсовета вошли народные депутаты Виктор Бондарь, Виктор Остапчук, Виталий Хомутынник, Михаил Мироненко, Владимир Пилипенко и Антон Яценко. К лету 2017 года партией руководили Хомутынник, Бондарь и Писаренко, в сентябре первый передал свои полномочия второму из-за открытия ГПУ уголовного дела о неуплате налогов.
Политическую силу связывали с украинским предпринимателем Игорем Коломойским. В парламенте она являлась ситуативным партнёром правительственной коалиции из БПП и НФ, при необходимости додавая голоса для принятия законов.
После поражения на парламентских выборах 2019 года многие члены партии и её сопредседатель Виктор Бондарь избравшись по одномандатным округам перетекли в проект «За будущее» нацеленный на поддержку президента Владимира Зеленского.

## Участие в выборах
На парламентских выборах 2006 года партия получила 0,96 % голосов и не прошла в Верховную Раду. Наибольшую поддержку партия получила в Закарпатской, Одесской и Харьковской областях.
На местных выборах 2010 года партия набрала 0,19 % (437 депутатов в местных законодательных органах).
На парламентских выборах 2014 года партия набрала 0,19 %.
По результатам прошедших осенью 2015 года региональных выборов партия заняла восьмое место по количеству депутатов проведенных в местные органы власти (3,8 % от всех). От партии «Возрождение» на пост Харьковского городского головы был выдвинут Геннадий Кернес который получил на выборах 65,8%.
30 января 2019 года партия выдвинула кандидатуру Виктора Бондаря на участие в президентских выборах 2019 года. Однако на выборах Виктор Бондарь получил 0,12% голосов, заняв 16-е место.
2 июня 2019 года партия «Возрождение» (Геннадий Кернес) и «Доверяй делам» (Геннадий Труханов) провели объединительный съезд для общего участия на парламентских выборах. В результате съезда, партию «Возрождение» 7 июня покинул её сопредседатель Виктор Бондарь по причине превращения проекта «Возрождение» в проект возрождения Партии регионов
7 июня 2019 года партии «Оппозиционный блок», «Партия мира и развития», «НАШИ», «Возрождение» и «Доверяй делам» объединились перед парламентскими выборами. Список партий получил 3,23 % голосов, не преодолев 5 % барьер.